# Escut de les Borges del Camp

Escut oficial de les Borges del Camp

L'escut oficial de les Borges del Camp, aprovat el 25 de febrer del 1997, té el següent blasonament: 
Escut caironat: d'or, una banda ondada d'atzur carregada d'una creu de tau de sable, acostada de 2 arbres de sinople a la destra i de 2 borges de sinople a la sinistra. Per timbre una corona mural de vila.
Armes parlants referents al nom de la vila: s'hi veuen dues borges (o cabanes) i dos arbres (al·lusió al camp), separats respectivament per la riera d'Alforja, que passa vora la localitat. Al mig hi ha una creu de Tau, o creu de santa Tecla (patrona de Tarragona), ja que les Borges va pertànyer als arquebisbes tarragonins.